# Малиновка (Искитимский район)
Малиновка — деревня в Искитимском районе Новосибирской области. Входит в состав Легостаевского сельсовета.

## География
Площадь деревни — 79 гектар

## Население
| 2002 | 2007 | 2010 |
| ---- | ---- | ---- |
| 249  | ↘232 | ↘203 |

## Инфраструктура
В деревне по данным на 2007 год функционируют 1 учреждение здравоохранения и 1 учреждение образования.